# Mierbech
Mierbech är ett vattendrag i Luxemburg.   Det ligger i distriktet Luxemburg, i den södra delen av landet, 11 kilometer söder om huvudstaden Luxemburg.
Trakten runt Mierbech består till största delen av jordbruksmark. Runt Mierbech är det ganska tätbefolkat, med 239 invånare per kvadratkilometer.